# Oreodera fasciculosa
Oreodera fasciculosa là một loài bọ cánh cứng trong họ Cerambycidae.